# Дарам (грофовија)
Грофовија Дарам (енгл. County Durham) је грофовија на североистоку Енглеске. Граничи се са грофовијама: Камбрија, Нортамберланд, Вестморланд, Северни Јоркшир и Тајн и Вир. Главни град је Дарам, а највећи Дарлингтон.
Грофовија је историјски везана за експлоатацију угља и гвоздене руде, пољопривреду и железничку индустрију (нарочито на југозападу). Данас се промовише туризам као нова привредна грана.

## Администрација
Грофовија се састоји из четири аутономне области, а веће је надлежно само за Округ Дарам. Области су: Округ Дарам (County Durham), Хартлпул, Дарлингтон и Стоктон на Тизу.